# Evgheni Garanicev
Evgheni Garanicev (n. 13 februarie 1988, Novoilinski⁠(d), Nytvensky District⁠(d), RSFS Rusă, URSS) este un biatlonist ce a reprezentat Rusia, medaliat olimpic. A participat la o ediție a Jocurilor Olimpice (2014) în care a câștigat două medalii de bronz.